# Bryan Gary Habana
Bryan Gary Habana zkráceně Bryan Habana (* 12. června 1983 Johannesburg) je bývalý ragbista, který hrál na křídle. V roce 2023 byl jmenován do Světové ragbyové síně slávy.

## Největší sportovní úspěchy

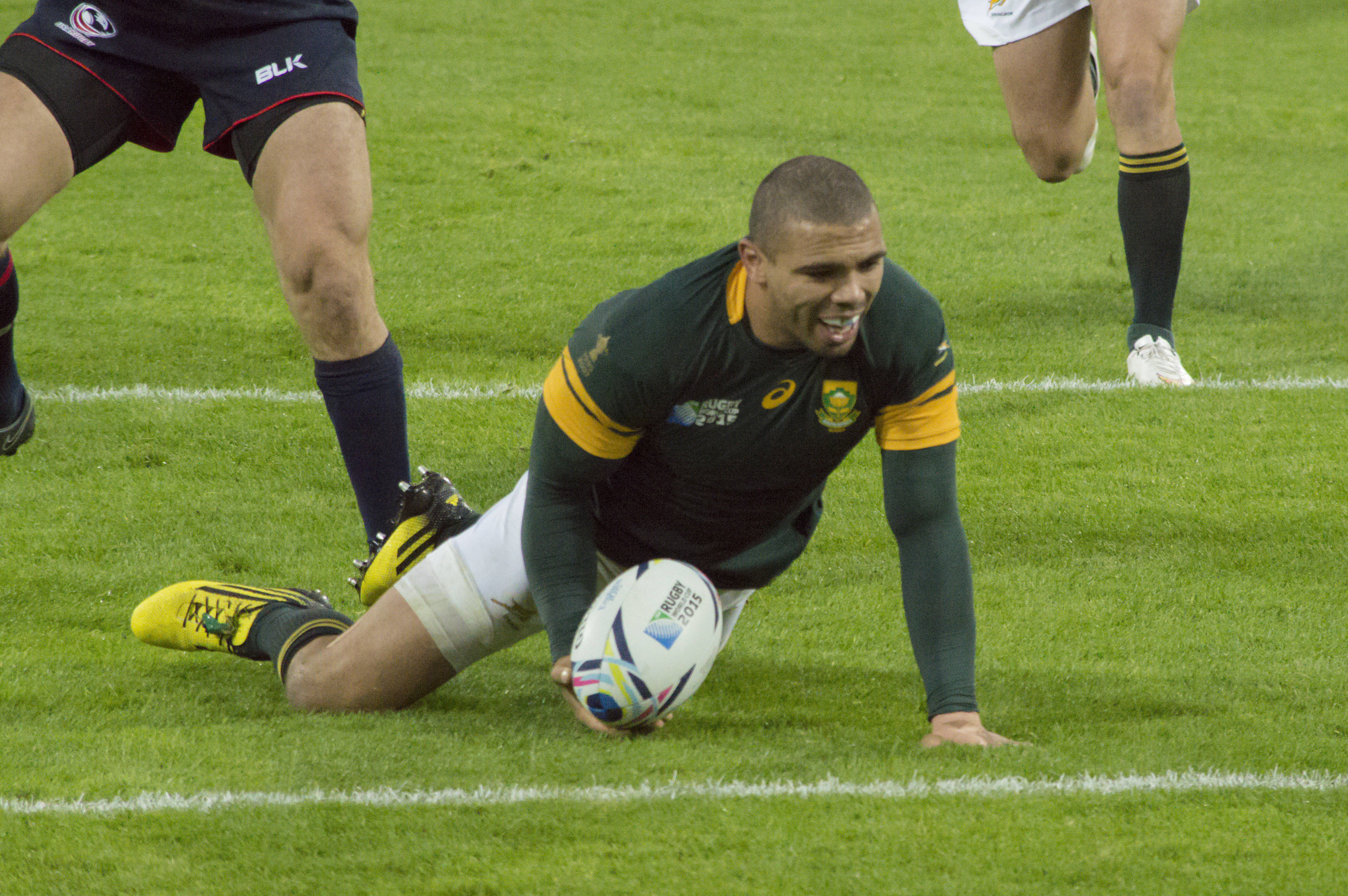
Bryan Gary Habana v roce 2015

V roce 2007 byl vyhlášen nejlepším ragbistou světa (International Rugby Board Player of the Year) a v tomto roce také s reprezentací Jihoafrické republiky vyhrál Mistrovství světa v ragby.
V roce 2012 položil pětku, která byla World Rugby vybrána jako nejlepší pětka roku. Společně s Novozélanďanem Lomuem dokázal na světových šampionátech položit nejvíce pětek v historii (15). Za JAR odehrál 124 zápasů a připsal si 67 pětek.
V roce 2007 až 2009 se stal jako hráč Bulls vítězem Super Rugby. V roce 2009 vyhrál jihoafrickou ligu s Blue Bulls a v roce 2012 s Western Province. Od roku 2013 hrál ve Francii za klub RC Toulonnais ve francouzské lize. V roce 2014 a 2015 s klubem vyhrál Evropský pohár mistrů a v prvním případě i francouzskou ligu. Kariéru ukončil v roce 2018.

### Klubová kariéra
2003 - 2004 Golden Lions
2005 - 2009 Blue Bulls 
2010 - 2013 Stormers
2010 - 2013 Western Province 
2013 - 2018 Toulon 

## Další informace
Původně chtěl být fotbalistou. Manželkou je Janine Viljoen Habana s níž má syna jménem Timothy Jacob Habana. Byl oceněn jihoafrickým řádem Ikhamanga. 